# Насумичан приступ подацима
У рачунарској техници, насумичан приступ (некада назван директан приступ) је способност приступу неком податку из низа једновремено. Супротан је поступни приступ, гдје је потребан већи период да се приступи удаљеним подацима. Типичн примјер је поређење древних свитака (поступно; сав текст прије траженог податка мора бити одмотан) и књиге (насумично: директно може бити окренута одређена страница. Модернији примјер је аудио-касета (поступно–мора бити премотавана од ранијих пјесама на накнадне) и компактни диск (насумичан приступ–може се прескочити на било коју пјесму). Израз насумично доступна меморија (RAM), се користи за полупроводничку меморију кориштену у рачунарима.
Код Структура података, насумичан приступ указује на могућност приступању Н-том податку на листи у константном времену. Веома мало структура података могу обезбиједити ово,